# Miza (sura)
Miza (arabsko Al-Ma'ida) je 5. sura (poglavje) v Koranu, ki jo sestavlja 120 ajatov (verzov). Je medinska sura.
Med opravljanjem molitve (salata oz. namaza) pri tej suri verniki opravijo 16 ruku'jev (priklonov).